# Kula ICRU
Kula ICRU (International Commission on Radiation Units and Measurements) - to kula z materiału równoważnego tkance, o średnicy 30 cm i gęstości 1 g/cm³, której skład masowy to 76,2% tlenu, 11,1% węgla, 10,1% wodoru i 2,6% azotu. 
Jest ona stosowana przy określaniu dopuszczalnych dawek promieniowania jonizującego.